# Гарнье, Тони
Тони́ Гарнье́ (фр. Tony Garnier; 13 августа 1869, Лион, Франция — 19 января 1948, Рокфор-ла-Бедуль, Буш-дю-Рон, Франция) — известный архитектор и градостроитель. Наибольший вклад внес в строительство родного города Лиона. В частности, в 1905 году разработал проект крытого рынка, в 1975 году превращенного в концертный зал, носящий его имя — Halle Tony-Garnier.
Считается, что Гарнье был предтечей школы французских архитекторов XX столетия. В 1901 году, после всестороннего изучения социологических и архитектурных проблем, он начал формулировать тщательно проработанные решения для проблем, связанных с планами развития городов. Его ключевая идея — разделение городских пространств путём градостроительного зонирования, то есть разделения площадей на 4 категории: рекреационно-жилые, промышленные, рабочие и транспортные.
Основной труд Гарнье — Une cité industrielle, опубликованный в 1918 году. В нём Гарнье разработал план некоего идеального города, который частично был реализован в Лионе. Но в целом Une cité industrielle был воспринят при его жизни как утопия. В частности, по этому плану общеобразовательные и профессиональные школы размещать вблизи промышленных предприятий, для того, чтобы упростить населению получение образования. Там не было места для церквей и зданий правоохранительных органов, так как предполагалось, что человек способен справиться с управлением своими силами. Большое влияние на этот план оказало творчество Эмиля Золя.
В последующие десятилетия идея функционального зонирования была принята членами CIAM и оказала исключительное влияние на строительство таких городов, как Бразилиа.
В Лионе имеется Городской музей Тони Гарнье на ул. Серпольер, 4 (4 Rue des Serpollières).